# Anomala trivirgata
Anomala trivirgata är en skalbaggsart som beskrevs av Leon Fairmaire 1888. Anomala trivirgata ingår i släktet Anomala och familjen Rutelidae. Inga underarter finns listade i Catalogue of Life.